# Sociedade sem Estado
Sociedade sem Estado é uma sociedade que não é regida por um Estado. Nas sociedades sem Estado, há pouca concentração de autoridade; as posições de autoridade que existem são muito limitadas em poder e em geral não são cargos permanentes. Os órgãos sociais resolvem as disputas por meio de regras pré-definidas e tendem a ser pequenos. Sociedades apátridas são altamente variáveis na organização econômica e nas práticas culturais.
Durante a maior parte da história da humanidade, as pessoas viveram em sociedades sem Estado. No entanto, poucas sociedades organizadas desse modo existem atualmente, pois a maioria delas têm sido coagidas a se integrar com as sociedades estatais que as cercam.